# Campbell Walsh
Campbell Walsh (Glasgow, 26 de noviembre de 1977) es un deportista británico que compitió en piragüismo en la modalidad de eslalon.
Participó en los Juegos Olímpicos de Atenas 2004, obteniendo una medalla de plata en la prueba de K1 individual. Ganó 3 medallas en el Campeonato Mundial de Piragüismo en Eslalon entre los años 2006 y 2009, y 5 medallas en el Campeonato Europeo de Piragüismo en Eslalon entre los años 2004 y 2009.

## Palmarés internacional
| Juegos Olímpicos   | Juegos Olímpicos               | Juegos Olímpicos  | Juegos Olímpicos |
| Año                | Lugar                          | Medalla           | Competición      |
| ------------------ | ------------------------------ | ----------------- | ---------------- |
| 2004               | Atenas (Grecia)                | Medalla de plata  | K1 individual    |
| Campeonato Mundial |                                |                   |                  |
| Año                | Lugar                          | Medalla           | Competición      |
| 2006               | Praga (República Checa)        | Medalla de bronce | K1 individual    |
| 2007               | Foz do Iguaçu (Brasil)         | Medalla de bronce | K1 individual    |
| 2009               | Seo de Urgel (España)          | Medalla de plata  | K1 por equipos   |
| Campeonato Europeo |                                |                   |                  |
| Año                | Lugar                          | Medalla           | Competición      |
| 2004               | Skopie (Macedonia)             | Medalla de plata  | K1 por equipos   |
| 2007               | Liptovský Mikuláš (Eslovaquia) | Medalla de bronce | K1 individual    |
| 2007               | Liptovský Mikuláš (Eslovaquia) | Medalla de bronce | K1 por equipos   |
| 2008               | Cracovia (Polonia)             | Medalla de oro    | K1 individual    |
| 2009               | Nottingham (Reino Unido)       | Medalla de oro    | K1 por equipos   |